# Alphagramme
 (novembre 2023).
Si vous disposez d'ouvrages ou d'articles de référence ou si vous connaissez des sites web de qualité traitant du thème abordé ici, merci de compléter l'article en donnant les références utiles à sa vérifiabilité et en les liant à la section « Notes et références ».
L’alphagramme est un réarrangement des lettres d'un mot (ou d'une suite de mots) dans l'ordre alphabétique. À titre d'exemple, l'alphagramme du mot « arbre » est « aberr ». L'ensemble ainsi formé ne forme donc pas forcément un mot existant.
Deux mots sont anagrammes entre eux si et seulement si leurs alphagrammes sont identiques. Par exemple, arbre et barre ayant le même alphagramme, ces deux mots sont anagrammes entre eux. 